# 武克特爾
63°52′N 57°19′E / 63.867°N 57.317°E
武克特爾（俄语：Вуктыл）是俄羅斯科米共和國東部的一個城市，位於伯朝拉河畔，距瑟克特夫卡爾575公里。2002年人口14,472人。當地有一條輸往乌赫塔以及托爾若克的輸油管道。
1968年建立。1989年設市。